# Via Mario Nicoletta
Via Mario Nicoletta, in passato nota come Corso Raffaele Lucente, è una delle principali strade storiche di Crotone. Situata all'incrocio tra piazza Pitagora e viale Regina Margherita, si estende per circa 1,09 km e rappresenta a tutt'oggi una delle vie principali di collegamento con le altre aree della città.

## Storia

Via Mario Nicoletta in una foto risalente alla fine degli anni trenta. In basso a destra, la statua di Raffaele Lucente.

L'esigenza di voler realizzare quest'importante arteria cittadina si avvertì maggiormente nella seconda metà del XIX secolo, quando all'epoca la città era interamente delimitata dalle mura: ciò infatti non permise di avere un degno collegamento tra il centro della città e i quartieri immediatamente confinanti con l'area portuale.

## Toponomastica
L'intitolazione della strada venne inizialmente attribuita alla figura di Raffaele Lucente, deputato del Regno e sindaco crotonese attivo nella seconda metà dell'800; successivamente la strada prese l'attuale nome da Mario Nicoletta, ferroviere di ideologia comunista barbaramente ucciso dalla Milizia crotonese durante il periodo fascista.

## Edifici presenti
- Piazza Pitagora;
- Viale Regina Margherita;
- Hotel Bologna et de la Ville, sede dell'amministrazione provinciale;
- Banca Carime;
- Banca Monte dei Paschi di Siena.